# 夏培肃
夏培肃（1923年7月28日—2014年8月27日），女，重庆人，中国计算机科学的先行者，参加筹建了中国的計算機研究机构，主持研制了中国第一台電子計算機。

## 生平
1923年7月28日生于重庆，原籍重庆江津。1941年考入重庆國立中央大學（南京大學）工学院电机系。1945至1947年在國立交通大学重庆分校电信研究所读研究生。1947年赴英国留学，1950年获爱丁堡大学颁发的哲学博士学位。
1951年，夏培肃回国，从事清华大学电机系电讯网络研究室助理研究员、副研究员的工作。次年，夏培肃接受华罗庚邀请，与闵乃大、王传英一同组建了中国第一个电子计算机科研小组，开始研究电子数字计算机。1953年1月3日，夏培肃被调到中科院数学所。
1960年，夏培肃主持研制成功中国大陸第一台自行设计的通用电子数字计算机-107机。
1964年开始在高速计算机的研究和设计方面做出了系统的创造性成果。曾经创办《計算機学报》，并创办国际性期刊 《Journal of Computer Science and Technology》（计算机科学技术学报），担任第一任主编。1991年，夏培肃当选为中国科学院院士。
夏培肃是中国最早从事電子計算機的科研人员之一，她主编了中国第一本電子計算機原理書。自1963年，夏培肃开始培养硕士研究生，到1984年，经国务院学位委员会批准，开始培养博士研究生。几十年来，夏培肃培养了包括李国杰、沈晓卫、胡伟武在内的60多名研究生，其中有两名获全国优秀博士学位论文奖，3人获中国青年科技奖。龙芯芯片的主要设计人胡伟武就曾经是她的博士研究生。基于中国文化传统，其弟子和后辈都尊称她为“夏先生”。
2014年8月27日，夏培肃因病医治无效，于北京逝世，享年91岁。

## 家庭
丈夫杨立铭毕业于中央大学工学院机械系，理论物理学家，中国核物理学会理事长。二人同年当选中国科学院院士。

## 评价
- 中科院计算所

著名计算机专家和教育家、我国计算机研究的先驱和我国计算机事业的重要奠基人之一、中国科学院计算技术研究所研究员、中国科学院院士。——中国科学院，中科院计算技术研究所

## 荣誉
1985年，获英国赫里奥-瓦特大学名誉科学博士学位。
1991年，当选为中国科学院学部委员（院士）。
2011年，获首届中国计算机学会CCF终身成就奖。